# 荒井勝喜による性的少数者差別発言

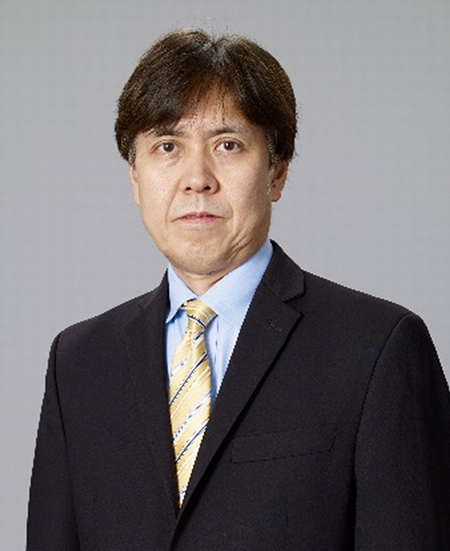
荒井勝喜内閣総理大臣秘書官（当時）

荒井勝喜総理秘書官による性的少数者差別発言（あらいまさよしそうりひしょかんによるせいてきしょうすうしゃさべつはつげん）は、2023年2月3日、首相官邸でのオフレコを前提とした取材中に当時岸田文雄の首相秘書官を務めていた荒井勝喜が性的少数者、同性愛者について「僕だって見るのも嫌だ。隣に住んでいるのもちょっと嫌だ」などと述べた問題。同月1日の衆議院予算委員会で、首相の岸田が同性結婚の法制化について「社会が変わってしまう課題だ」と答えており、それに関する取材中の発言であった。

## 概要・経緯

### 1日の岸田首相による発言
2023年2月1日、岸田は衆議院予算委員会で同性結婚の法制化について「家族観や価値観、そして社会が変わってしまう課題」「社会全体の雰囲気のありようにしっかり思いをめぐらせたうえで判断することが大事だ」などと発言した。同性結婚に対する否定的な立場・見解を改めて示したものである。なお、答弁自体は事前に法務省が準備していたものであるが、「社会が変わってしまう」という発言はその文案にはなく、岸田自身のその場でのものであった。なお、その後8日の衆議院予算委員会の集中審議で、立憲民主党所属の岡本章子が、「当事者からは非常にネガティブな表現として受け止められている」として発言の撤回と謝罪を求めたが、岸田は「決してネガティブなことを言っているのではなく、もとより議論を否定しているものではない」と反論した。

### 3日の荒井秘書官による発言
荒井による性的少数者への差別発言は2023年2月3日夜、首相官邸で行われた。上述の岸田による発言に対するオフレコ取材で
- 僕だって見るのも嫌だ。隣に住んでいるのもちょっと嫌だ
- 同性婚を認めたら国を捨てる人が出てくる
- 社会に与える影響が大きい
- 秘書官室もみんな反対する

などと語った。取材にあたっていた毎日新聞記者、高橋恵子がこの発言を本社政治部に報告し、本社編集編成局の協議の結果、「政権の中枢で政策立案に関わる首相秘書官がこうした人権意識を持っていることは重大な問題」との判断に至った。同社は荒井に通告したうえで、同日に差別発言を報道した。
同日深夜、荒井は自身の発言を「完全にプライベートの意見」だったとしたうえで撤回した。発言のうち、「隣に住んでいるのも嫌」を撤回、一方「見るのも嫌だ」についてはそのようには言っておらず「ミスリード」とした。また自身を「僕は基本的にそんなに差別をしてる人ではないので、どういう人であっても一緒にきちんと共生して過ごしていくという人間」と評した。
翌4日、岸田が荒井を更迭すると表明した。その際、自身の政権は「多様性を尊重し、包摂的な社会」の実現を目指しているとし、
…今回の荒井秘書官の発言は、そうした政府の、政権の方針とは全く相入れないものであり、言語道断だと思っています。厳しく対応せざるを得ない発言であると思っています。—岸田文雄、総理秘書官発言についての会見
と述べた。

## 反応

### 日本国内の動き
野党勢力はこの発言を批判し、与党自民党では岸田政権の存続にも関わる事態と動揺が広がった。問題発覚後すぐに、与党内からも「更迭するしかない」との見方が出ていた。6日午後、自民党の茂木敏充、萩生田光一、遠藤利明が反発への対応を話し合い、「LGBT理解増進法案」を前進させていく方向で一致した。法案提出の準備を指示は岸田が出したという。一方で、自民党の政調会長代理を務める西田昌司は、「差別の禁止や法的な措置を強化すると、一見よさそうに見えても人権侵害など逆の問題が出てくる」と主張した。なお、この法案は、超党派で成立が合意されていたが、自民党が強く反対し、国会への法案提出さえできない状況となっていたものである。6月16日、LGBT理解増進法が参議院本会議で自民、公明、日本維新の会、国民民主の4党などの賛成多数で可決、成立した。
芸能界では、10日に公開を控える同性愛を扱った映画『エゴイスト』の監督松永大司と演者宮沢氷魚による日本外国特派員協会での会見が6日に行われ、その中で宮沢は「（声が上がっていることから）日本の未来に希望が見える」「前向きな皆様の意思の強さ、意見をどんどん発信していこう、というのが見えた」などと表明した。
一方オフレコを公開した毎日新聞に対する批判もあった。政治学者の舛添要一は「政治家や官僚は厳しい批判に晒されているが、マスコミの記者だけは誰からも批判されない。政治家などが批判すると、権力の弾圧だと開き直る。これでは、日本を支配しているかのような気分の傲慢な若造記者が堕落するのは当然である。オフレコの約束も守れない。この記者たちが日本を劣化させている」と厳しく指摘していた。オフレコ破りで一時的に国民が受け取る情報量は増大するが、今回の一件を機に秘書官や官房長官、官房副長官といった首相官邸の中枢、与党幹部らは、オフレコでも本音をなかなか語らないことになる可能性もあり、その後長期にわたり情報量は低下しかねず、「知る権利」は阻害されかねないと毎日新聞を批判したメディアもあった。

### 日本国外
AP通信、ロイター、AFP通信、ウォール・ストリート・ジャーナル、BBCなど海外メディアも一斉にこのニュースを報じた。このうち、BBCは「岸田政権へのさらなる打撃」になると報じた。また、政治ジャーナリストの泉宏によると、欧米諸国では「岸田政権の人道軽視の表れ」との受け止め方がされているという。
6日には、国際連合の事務総長アントニオ・グテーレスの報道官が、「事務総長は嫌悪（ヘイト）に強く反対しており、誰を愛し、誰と一緒にいたいかを理由に誰も差別されてはならない」と述べた。